# Wu Yongmei
Wu Yongmei (em chinês:  吳 詠梅; 1 de janeiro de 1975) é uma ex-jogadora de voleibol da China que competiu nos Jogos Olímpicos de 1996 e 2000.
Em 1996, ela fez parte da equipe chinesa que conquistou a medalha de prata no torneio olímpico, no qual atuou em seis partidas. Quatro anos depois, ela participou de oito jogos e finalizou na quinta colocação com o conjunto chinês no campeonato olímpico de 2000.